# Entoplocamia
Entoplocamia is een geslacht uit de grassenfamilie (Poaceae). De soorten van dit geslacht komen voor in Afrika.

## Soorten
Van het geslacht zijn de volgende soorten bekend: 
- Entoplocamia aristulata
- Entoplocamia benguellensis
- Entoplocamia procera